# Durand-Linie

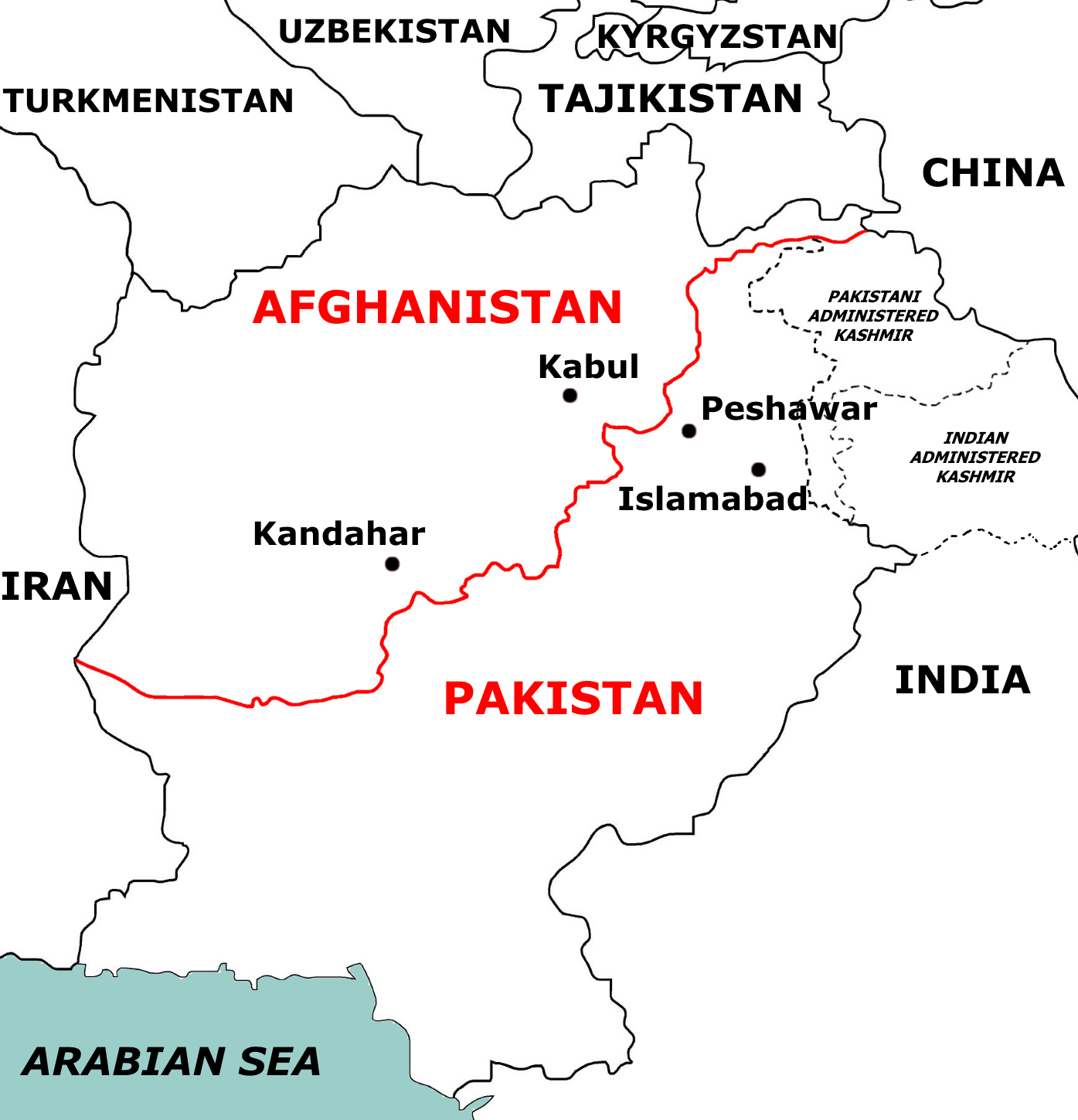
Die Durand-Linie (rote Linie) bildet die Grenze zwischen den beiden Ländern Afghanistan und Pakistan.

Die Durand-Linie ist eine ungenaue, 2450 Kilometer lange Demarkationslinie zwischen Afghanistan und Pakistan.
Nach den ersten beiden Britisch-Afghanischen Kriegen gelang es dem britischen Weltreich 1872 mit der Frontier Crimes Regulation und 1893 mit der Durand-Linie, seine kolonialen Besitzungen in Britisch-Indien (heute Pakistan) gegen das Emirat Afghanistan abzugrenzen. Die Linie wurde nach dem damaligen Außenminister der indischen Verwaltung, Henry Mortimer Durand, benannt und unter britischem Druck im Einvernehmen beider Seiten beschlossen. Die Demarkationslinie wurde bewusst durch die Siedlungsgebiete der Paschtunen gelegt, was dazu führte, dass einige Stämme der Paschtunen, wie die Kharoti, entzweit und Hunderte afghanische Dörfer voneinander getrennt wurden. Etwa ein Drittel des afghanischen Gebietes fiel so an die Briten. Des Weiteren verfolgte die britische Kolonialmacht im Great Game das Ziel, durch die Errichtung einer strategischen Pufferzone die nordwestliche Grenze ihres Territoriums, des damaligen Britisch-Indien, besser gegenüber dem expandierenden zarischen Russland zu schützen.
1947 wurde der Staat Pakistan unter Einbeziehung paschtunischer Gebiete gegründet. Die afghanische Loja Dschirga von 1949 erklärte daraufhin die Durand-Linie für ungültig, da das ursprüngliche Abkommen mit den Briten und nicht mit der pakistanischen Regierung beschlossen worden war; das Wiener Übereinkommen über das Recht der Verträge, nach dem ein bilateraler Vertrag nicht durch unilateralen Widerspruch anfechtbar ist, wurde weder von Afghanistan noch von Pakistan ratifiziert. Gelegentlich beruft man sich darauf, dass der Vertrag seit 1993 ausgelaufen sei und die Durand-Linie somit nicht mehr die offizielle Grenze zwischen den Staaten Afghanistan und Pakistan sei. Der Vertrag enthielt jedoch keine zeitliche Frist und konnte daher nicht auslaufen. Angesichts der umstrittenen Situation sprachen die NATO und die ISAF auch von einer Region AfPak.
Die kaum zu überwachende Demarkationslinie rückte in der Folge des Antiterrorkrieges nach den Anschlägen vom 11. September 2001 wieder stärker ins öffentliche Bewusstsein. Taliban-Kämpfer und Al-Qaida-Anhänger bewegten sich relativ ungehindert in der Gegend und fanden so Schutz in den autonomen Paschtunengebieten in Pakistan.